# Shirai Mitsutarō
Shirai Mitsutarō (jap. 白井 光太郎, * 17. Juli 1863 in Edo (heute: Tokio); † 30. Mai 1932 daselbst) war ein japanischer Phytopathologe, Professor an der Universität Tokio und erster Präsident der Japanischen Gesellschaft für Phytopathologie. Bleibende Verdienste erwarb er sich auch um die Erforschung der Geschichte der Naturkunde seines Landes.
Sein botanisch-mykologisches Autorenkürzel lautet „Shirai“.

## Leben
Shirai wurde wenige Jahre vor der Meiji-Restauration in Edo (heute Tokio) in der Niederlassung der Domäne Fukui geboren. Unmittelbar nach Abschluss seines Studiums der Botanik an der neugegründeten Universität Tokio im Jahre 1886 wurde er mit Lehraufgaben an der ihr angegliederten Hochschule für Land- und Forstwirtschaft beauftragt, die später als Fakultät der Tokio-Universität ihre endgültige Organisationsform fand. Von 1899 bis 1901 studierte er Pflanzenphysiologie in Berlin. Während dieser Zeit knüpfte er enge Bande zu Paul Christoph Hennings (1841–1908), der als Kustos am Museum des botanischen Gartens zu einem der führenden Mykologen Deutschlands herangereift war. Hennings führte Shirais Namen in die botanische Nomenklatur ein (Shiraia und Shiraiella).
Nach der Rückkehr baute Shirai den weltweit ersten Lehrstuhl für Phythopathologie auf. 1920 folgte die Gründung der Japanischen Gesellschaft für Phytopathologie (日本植物病理学会, Nihon shokubutsu byōri gakkai). Zwischen 1915 und 1919 lehrte Shirai zugleich auch als Professor an der Hochschule für Landwirtschaft in Tokio (Tōkyō nōgyō daigaku). 1929 wurde er emeritiert. Drei Jahre später starb er.
Neben seinen Forschungen zu Pflanzenkrankheiten und Pilzen beschäftigte sich Hirai intensiv mit der historischen Entwicklung der Naturkunde in Japan und baute hierzu eine gewaltige Sammlung alter Drucke und Manuskripte aus Japan und China auf. Teile davon sind über mehrere Bibliotheken des Landes verstreut. Etwa 6000 Bände werden als „Shirai Bunko“ in der Nationalen Parlamentsbibliothek gehütet.

## Werke

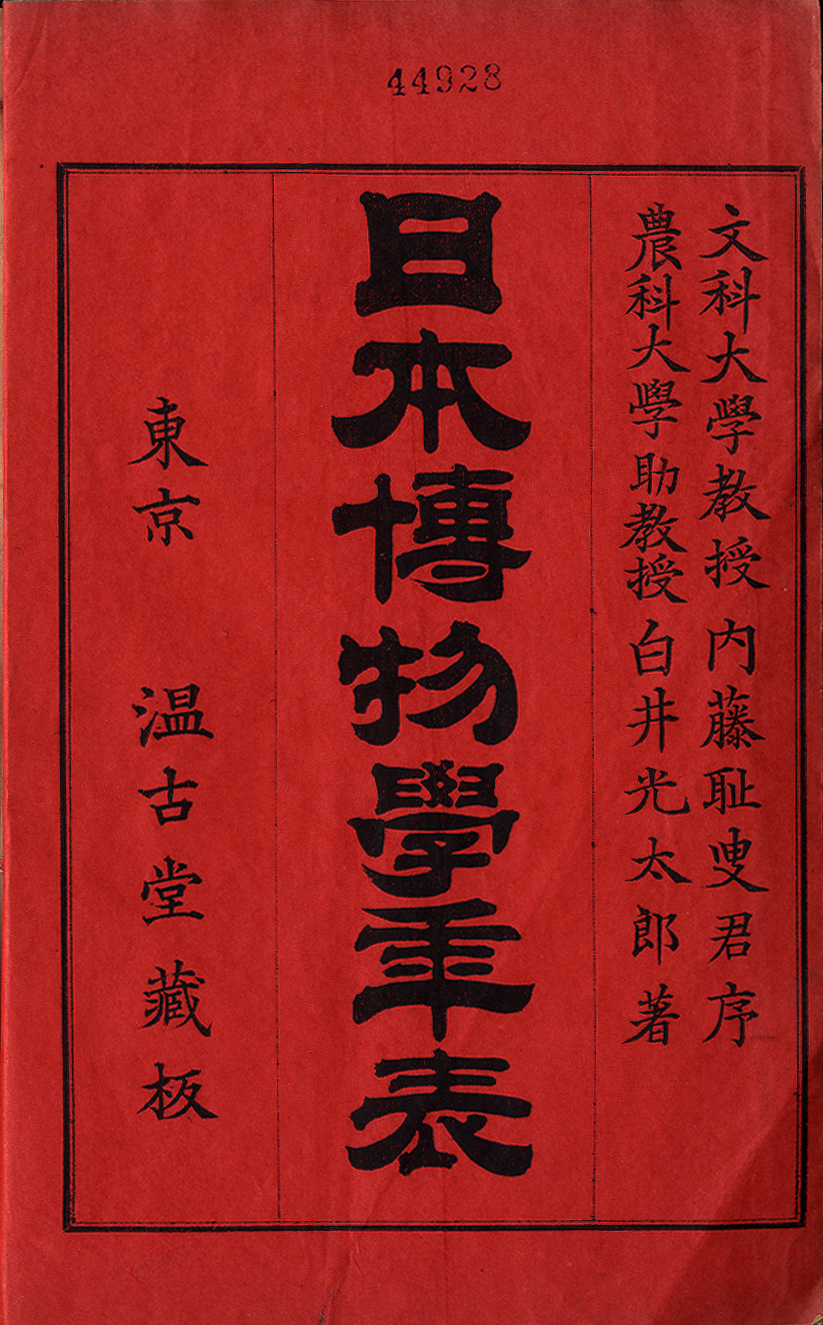
Shirai Mitsutarō: Chronologische Tabellen der Naturgeschichte in Japan. (Nihon hakubutsugaku nenpyō. Erstausgabe, 1891)

- Kimura Yōjirō (Hrsg.): Shirai Mitsutarō chosaku-shū [Gesammelte Schriften von Shirai Mitsutarō]. Bd. 1–6, Tokyo: Kagaku Shoin, 1985–90.
- Shirai Mitsutaro: A Brief History of Botany in Old Japan. In: Scientific Japan - Past and Present. Tokyo: National Research Council of Japan, 1926, S. 213–227 (Digitalisat BHL)